# Léna Monasse
Léna Monasse, née le 9 décembre 2004 à Tarbes, est une joueuse française de basket-ball évoluant au poste d'arrière.

## Biographie
Léna Monasse débute le basket-ball en baby au club de Tarbes GB, puis rejoint Laloubère, où elle évolue de poussines à cadettes. 
À l'été 2020, elle intègre le centre de formation du Tarbes GB.
Elle fait sa première apparition en championnat lors d'une victoire contre Landerneau, et inscrit ses premiers points lors du match retour face à cette même équipe.
Le 16 mai 2024, elle réalise la meilleure performance de sa carrière en marquant 14 points et en menant son équipe à la victoire contre Saint-Amand.
Grâce à ses performances en club, elle est préselectionnée et porte pour la première fois le maillot de l’équipe de France lors du tournoi de Bourg-en-Bresse 2024, qu'elle remporte avec une moyenne de 8 points par match.
Avec l’arrivée de Magali Mendy en mars, Léna Monasse quitte Tarbes pour aller chercher du temps de jeu à La Tronche-Meylan en Ligue féminine 2.

## Palmarès

### En sélection nationale
- Tournoi de Bourg-en-Bresse : 2024[6]